# 41-es busz (Zalaegerszeg)
A zalaegerszegi 41-es jelzésű autóbusz az Autóbusz-állomás és Botfa között közlekedik. A vonalat a Volánbusz üzemelteti.

## Útvonala
| Botfa felé | Autóbusz-állomás |
| --- | --- |
| Autóbusz-állomás vá. – Balatoni út – Kazinczy tér – Széchenyi tér – Kossuth Lajos utca – Zrínyi Miklós utca – Posta utca – Ipari út – ADA, porta, forduló – Ipari út – Posta utca – Botfai bekötőút – Vízberki utca – Botfa utca – Rózsás utca – Botfa, Rózsás utca vá. | Botfa, Rózsás utca vá. – Rózsás utca – Botfa utca – Vízberki utca – Botfai bekötőút – Posta utca – Ipari út – ADA, porta, forduló – Ipari út – Posta utca – Zrínyi Miklós utca – Kosztolányi Dezső utca – Kovács Károly tér – Balatoni út – Autóbusz-állomás vá. |

## Megállóhelyei
| 41 (Autóbusz-állomás ⇆ Botfa) | 41 (Autóbusz-állomás ⇆ Botfa) | 41 (Autóbusz-állomás ⇆ Botfa) | 41 (Autóbusz-állomás ⇆ Botfa) | 41 (Autóbusz-állomás ⇆ Botfa)                      | 41 (Autóbusz-állomás ⇆ Botfa) | 41 (Autóbusz-állomás ⇆ Botfa) | 41 (Autóbusz-állomás ⇆ Botfa) | 41 (Autóbusz-állomás ⇆ Botfa) | 41 (Autóbusz-állomás ⇆ Botfa)                                                           |
| Perc (↓)                      | Perc (↓)                      | Perc (↓)                      | Perc (↓)                      | Megállóhely                                        | Perc (↑)                      | Perc (↑)                      | Perc (↑)                      | Perc (↑)                      | Átszállási lehetőségek                                                                  |
| ----------------------------- | ----------------------------- | ----------------------------- | ----------------------------- | -------------------------------------------------- | ----------------------------- | ----------------------------- | ----------------------------- | ----------------------------- | --------------------------------------------------------------------------------------- |
| 0                             | 0                             | 0                             | 0                             | Autóbusz-állomás végállomás                        | 25                            | 25                            | 15                            | 30                            | 1A, 2, 2A, 2Y, 5, 5C, 5Y, 9E, 10E, 24, 26, 30, 30A, 30C, C5                             |
| 3                             | 3                             | 3                             | 3                             | Széchenyi tér                                      | ∫                             | ∫                             | ∫                             | ∫                             | 1, 1U, 1Y, 3, 3C, 3Y, 5, 5C, 5U, 5Y, 8, 8C, 8E, 9U, 11, 11A, 11Y, 24                    |
| 5                             | 5                             | 5                             | 5                             | Gyógyszertár (Kossuth utca)                        | ∫                             | ∫                             | ∫                             | ∫                             | 1, 1U, 1Y, 3, 3C, 3Y, 5U, 8, 8C, 8E, 9U, 11, 11A, 11Y, 24                               |
| 6                             | 6                             | 6                             | 6                             | Kórház (Zrínyi utca)                               | ∫                             | ∫                             | ∫                             | ∫                             | 1, 1U, 1Y, 3, 3Y, 5U, 8, 8E, 9U, 10, 10Y, 11, 11A, 11Y, C1                              |
| ∫                             | ∫                             | ∫                             | ∫                             | Kovács Károly tér                                  | 24                            | 24                            | 14                            | 29                            | 1, 1E, 1U, 1Y, 3, 3C, 3Y, 5, 5C, 5U, 5Y, 8, 9, 9U, 10, 10C, 10Y, 26, 30, C2, C5         |
| ∫                             | ∫                             | ∫                             | ∫                             | Önkiszolgáló étterem                               | 20                            | 20                            | 10                            | 25                            | 1, 1E, 1U, 1Y, 3, 3Y, 4, 5U, 8, 9U, 10, 10C, 10Y, 26, 30, C2                            |
| ∫                             | ∫                             | ∫                             | ∫                             | Hunyadi utca                                       | 19                            | 19                            | 9                             | 24                            | 1, 1E, 1U, 1Y, 3, 3Y, 5U, 8, 9U, 10, 10C, 10Y, 26, 30, 30A, 30C                         |
| 7                             | 7                             | 7                             | 7                             | Vasútállomás (ABC) (↓) Vasútállomás (Kisposta) (↑) | 18                            | 18                            | 8                             | 23                            | 1, 1U, 1Y, 3, 3Y, 4, 4A, 4E, 4U, 4Y, 5U, 9U, 10, 10Y, 11, 11A, 11Y, C2, C4 Zalaegerszeg |
| 8                             | 8                             | 8                             | 8                             | Bartók Béla utca - Zrínyi utca                     | 17                            | 17                            | 7                             | 22                            | 4, 4A, 4E, 4U, 4Y, 44, C4                                                               |
| 9                             | 9                             | 9                             | 9                             | TÜZÉP                                              | 16                            | 16                            | 6                             | 21                            | 4, 4A, 4Y, 44, 48, C4                                                                   |
| 10                            | 10                            | 10                            | 10                            | MOL Nyrt. bejárati út                              | 15                            | 15                            | 5                             | 20                            | 4, 4A, 4Y, 44, 48, C4                                                                   |
| 11                            | 11                            | 11                            | 11                            | Volán-telep                                        | 14                            | 14                            | 4                             | 19                            | 4, 4A, 4E, 4U, 4Y, 44, 48, C4                                                           |
| 12                            | 12                            | 12                            | 12                            | Flex A                                             | 13                            | 13                            | 3                             | 18                            | 4, 4A, 4E, 4U, 4Y, 44, 48, C4                                                           |
| 14                            | 14                            | 14                            | 14                            | Zalabesenyő elágazó                                | 11                            | 11                            | 1                             | 16                            | 4, 4A, 4E, 4U, 4Y, 44, 48, C4                                                           |
| 15                            | 15                            | 15                            | 15                            | Flex B végállomás                                  | 10                            | 10                            | 0                             | 15                            | 4, 4U, 4Y, 44, 48, C4                                                                   |
| 16                            | ∫                             | 16                            | ∫                             | Déli ipartelep                                     | ∫                             | 7                             | ∫                             | 12                            | 48                                                                                      |
| 18                            | ∫                             | 18                            | ∫                             | ADA, porta végállomás                              | ∫                             | 5                             | ∫                             | 10                            | 48                                                                                      |
| 20                            | ∫                             | ∫                             | ∫                             | Déli ipartelep                                     | ∫                             | ∫                             | ∫                             | ∫                             | 48                                                                                      |
| 21                            | ∫                             | ∫                             | 17                            | Botfa, Speciális Fiúnevelő Intézet                 | 4                             | 4                             | ∫                             | 3                             | 4, 4U, 4Y, C4                                                                           |
| 22                            | ∫                             | ∫                             | 18                            | Botfa, Botfa utca                                  | 3                             | 3                             | ∫                             | 1                             | 4, 4U, 4Y, C4                                                                           |
| 23                            | ∫                             | ∫                             | 19                            | Botfa, autóbusz-forduló végállomás                 | 2                             | 2                             | ∫                             | 0                             | 4, 4U, 4Y, C4                                                                           |
| 24                            | ∫                             | ∫                             | ∫                             | Botfa, Botfa utca - Rózsás utca                    | 1                             | 1                             | ∫                             | ∫                             | 4, 4U, 4Y, C4                                                                           |
| 25                            | ∫                             | ∫                             | ∫                             | Botfa, Rózsás utca végállomás                      | 0                             | 0                             | ∫                             | ∫                             | 4, 4U, 4Y, C4                                                                           |